# Хотьковский сельсовет (Московская область)
Хотьковский сельсовет — упразднённая административно-территориальная единица, существовавшая на территории Московской губернии и Московской области до 1938 года.
Хотьковский сельсовет был образован в первые годы советской власти. По данным 1918 года он входил в состав Хотьковской волости Дмитровского уезда Московской губернии.
В 1921 году Хотьковская волость была передана в Сергиевский уезд. По данным 1922 года Хотьковский с/с в Хотьковской волости не числился.
В 1925 году Хотьковский с/с был образован вновь путём переименования Митинского с/с.
В 1927 году из состава Хотьковского с/с был выделен Митинский с/с, но в 1929 году он был вновь присоединён к Хотьковскому с/с.
По данным 1926 года в состав сельсовета входили 6 населённых пунктов — Хотьково, Быково, Комякино, Митино, Мутовки и Хотьковская слобода, а также детский городок, лечебница, трудовая артель и столярная школа.
В 1929 году Хотьковский с/с был отнесён к Сергиевскому (с 1930 — Загорскому) району Московского округа Московской области.
13 ноября 1938 года селение Хотьково было преобразовано в одноимённый рабочий посёлок, в связи с чем Хотьковский с/с был упразднён. Входившие в Хотьковский с/с селения Подушкино и Комяково были переданы в Горбуновский и Морозовский с/с соответственно.